# Catálogo de biblioteca
Un catálogo de biblioteca es un registro de todas las fuentes bibliográficas que posee una biblioteca o un grupo de bibliotecas, tales como una red de bibliotecas en varias ubicaciones.Un documento bibliográfico puede ser cualquier fuente de información  (e.g., libros, ficheros informáticos, gráficos, materiales cartográficos, etc.), que se considera material de la biblioteca (e.g., una sola novela en una antología), o un grupo de materiales de biblioteca (e.g., una trilogía), o enlace del catálogo (e.g., una página Web) por lo que es relevante al catálogo y a los usuarios de la biblioteca .
El catálogo de fichas ha sido utilizado por los usuarios de biblioteca por generaciones, en la actualidad ha sido substituido con eficacia por el catálogo en línea (OPAC) el cual es de acceso público. Algunas bibliotecas con  acceso a OPAC todavía poseen catálogos de fichas en sitio, siendo éstos  un recurso secundario y son raramente actualizados. Algunas bibliotecas han eliminado su catálogo de fichas a favor del OPAC con el fin optimizar el espacio dentro de la biblioteca, tal como estantería adicional.

## Principios de Catalogación
Charles Ammi Cutter hizo la primera declaración explícita con respecto a los objetivos de un sistema bibliográfico y reglas para un catálogo de diccionario impreso en 1876. Según Cutter, estos objetivos eran:
- Facilitar que una persona encuentre un libro específico, del cual conoce:el autor, el título o la materia.
- Mostrar lo que la biblioteca posea: de un autor determinado, de una materia o o de un determinado tipo de literatura.
- Ayudar a elegir un libro; desde su característica bibliográfica o desde el punto de vista  literario de la materia.[2]

Estos objetivos se pueden todavía reconocer en definiciones más modernas formuladas en el Siglo XX. Los objetivos del autor en 1960/61 fueron revisados por Lubetzky y presentados en la conferencia sobre los principios de catalogación (CCP) en París. La última tentativa de describir principios  y las funciones de un catálogo de biblioteca fue hecha en 1998 con los requisitos funcionales para los expedientes bibliográficos (FRBR) que define cuatro tareas del usuario: el hallazgo, identifica, selecciona, y obtiene.

## Tipos
Tradicionalmente, hay varios tipos de catálogos:

- Catálogo de autor: un catálogo formal, clasificado alfabéticamente según los nombres de los autores o de los redactores de las entradas.
- Catálogo de título: un catálogo formal, clasificado alfabéticamente según el título de las entradas.
- Catálogo de diccionario”: un catálogo en el cual todas las entradas (autor, título, tema, serie) en un orden alfabético. Ésta era la forma primaria de catálogo de fichas en el mundo anglo-americano antes de la introducción del catálogo computarizado.
- Catálogo de la palabra clave: un catálogo sujeto, clasificado alfabéticamente según un cierto sistema de palabras claves.
- Formas mezcladas del catálogo alfabético: a veces, uno encuentra un autor/un título mezclados, o un autor/un catálogo del título/de la palabra clave.
- Catálogo sistemático: un catálogo sujeto, clasificado según una cierta subdivisión sistemática de temas. También llamó un catálogo clasificado.
- Catálogo de la lista de estante: un catálogo formal con las entradas clasificadas en la misma orden que artículos bibliográficos se deja de lado. Este catálogo  sirve como el inventario primario para la biblioteca.

## Historia

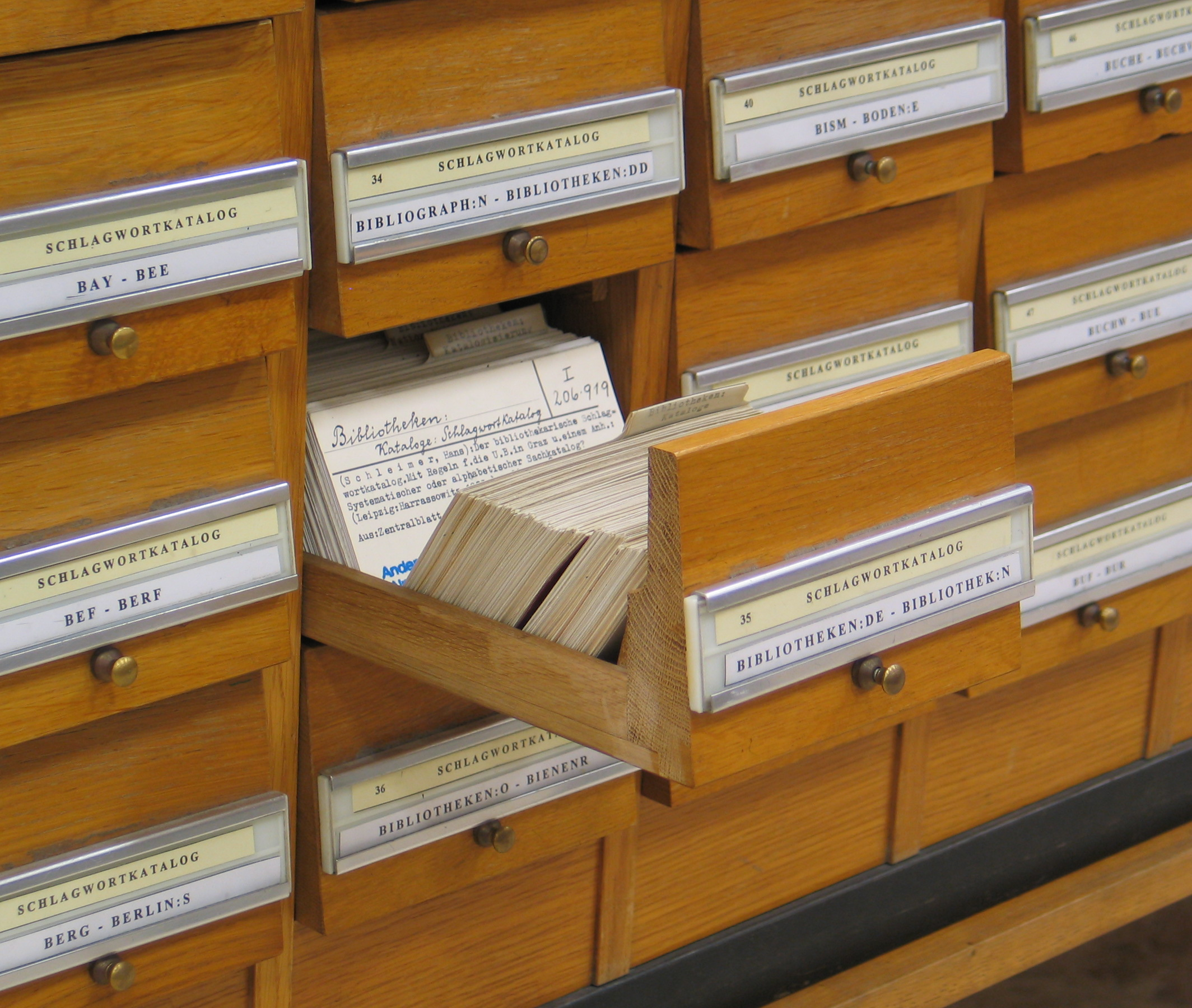
Catálogo en la University Library of Graz.

Los Catálogos de biblioteca originariamente como listas de manuscrito, se ubicaban  por el formato (folio, cuarto, etc.) o en un arreglo alfabético por el autor.Los catálogos impresos, a veces llamados los catálogos de diccionario permitieron al estudiante ir a una biblioteca para ganar una idea de su contenido. Estos serían interpolados a veces con las hojas en blanco en las cuales las adiciones podrían ser registradas. Los primeros catálogos de fichas aparecieron en el del siglo XIX, permitiendo mucho más flexibilidad, y hacia el final del siglo XX el OPAC fue desarrollado (véase abajo).
- c. 800: Los catálogos de biblioteca se introducen en la casa de la sabiduría y de otras bibliotecas islámicas medievales en donde los libros se organizan en los géneros y las categorías específicos.[4]
- 1595: Nomenclátor de la biblioteca de universidad de Leiden aparece, el primer catálogo impreso de una biblioteca institucional.
- 1674: Catálogo de Thomas Hyde para la biblioteca de Bodleian.

Más sobre la historia temprana de los catálogos de biblioteca ha sido recogida en 1956 por Strout.

## Ficheros catalográficos
Antes de existir los catálogos en línea, las búsquedas se realizaban por medio de los ficheros catalográficos. La información de cada material se consignaba en una ficha catalográfica, la cual representaba una entrada en el catálogo de la biblioteca. Las primeras fichas utilizadas pudieron ser tomadas de los juegos de cartas franceses, que en 1700 tenían una cara en blanco.

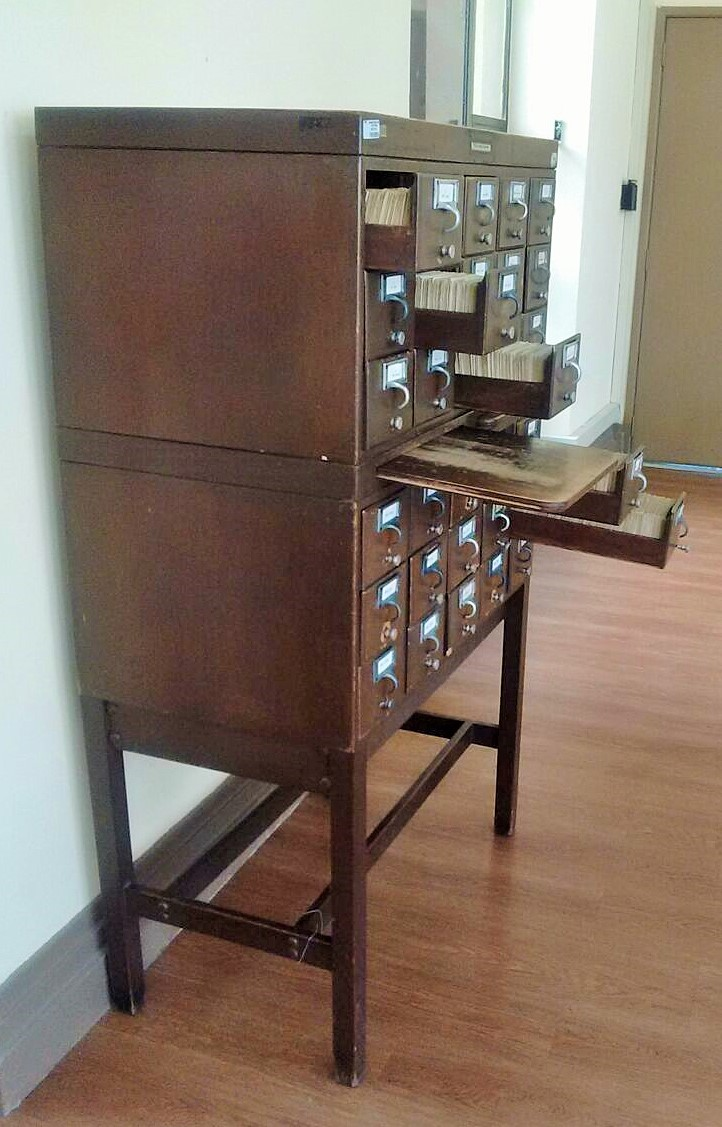
Ficheros BNC3

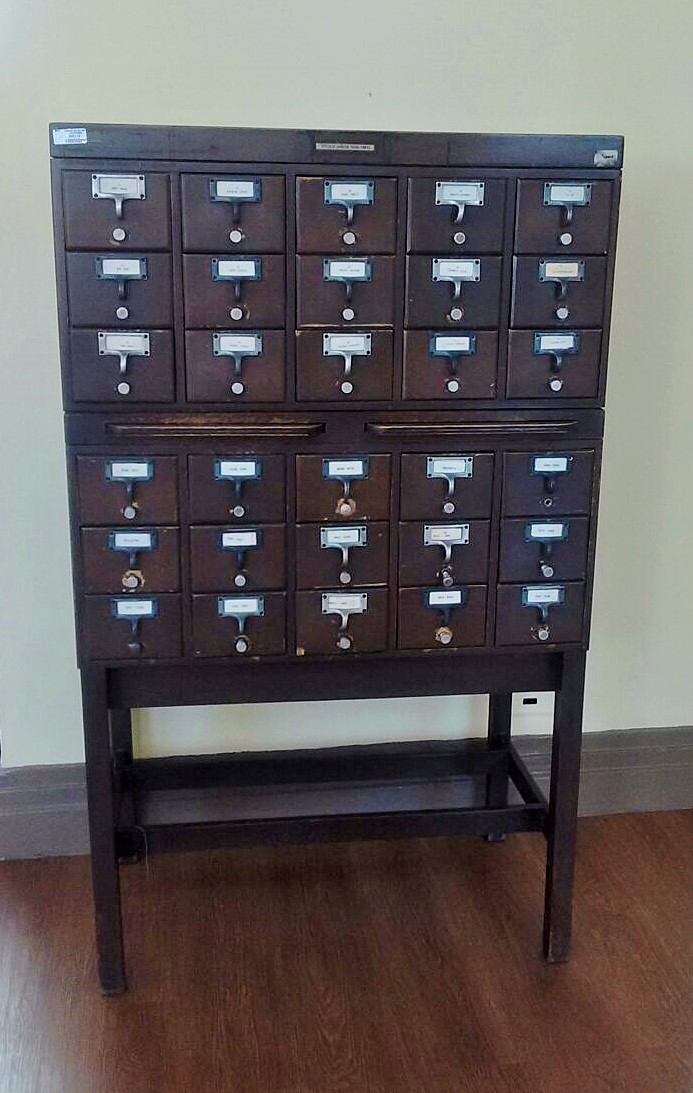
Ficheros BNC2

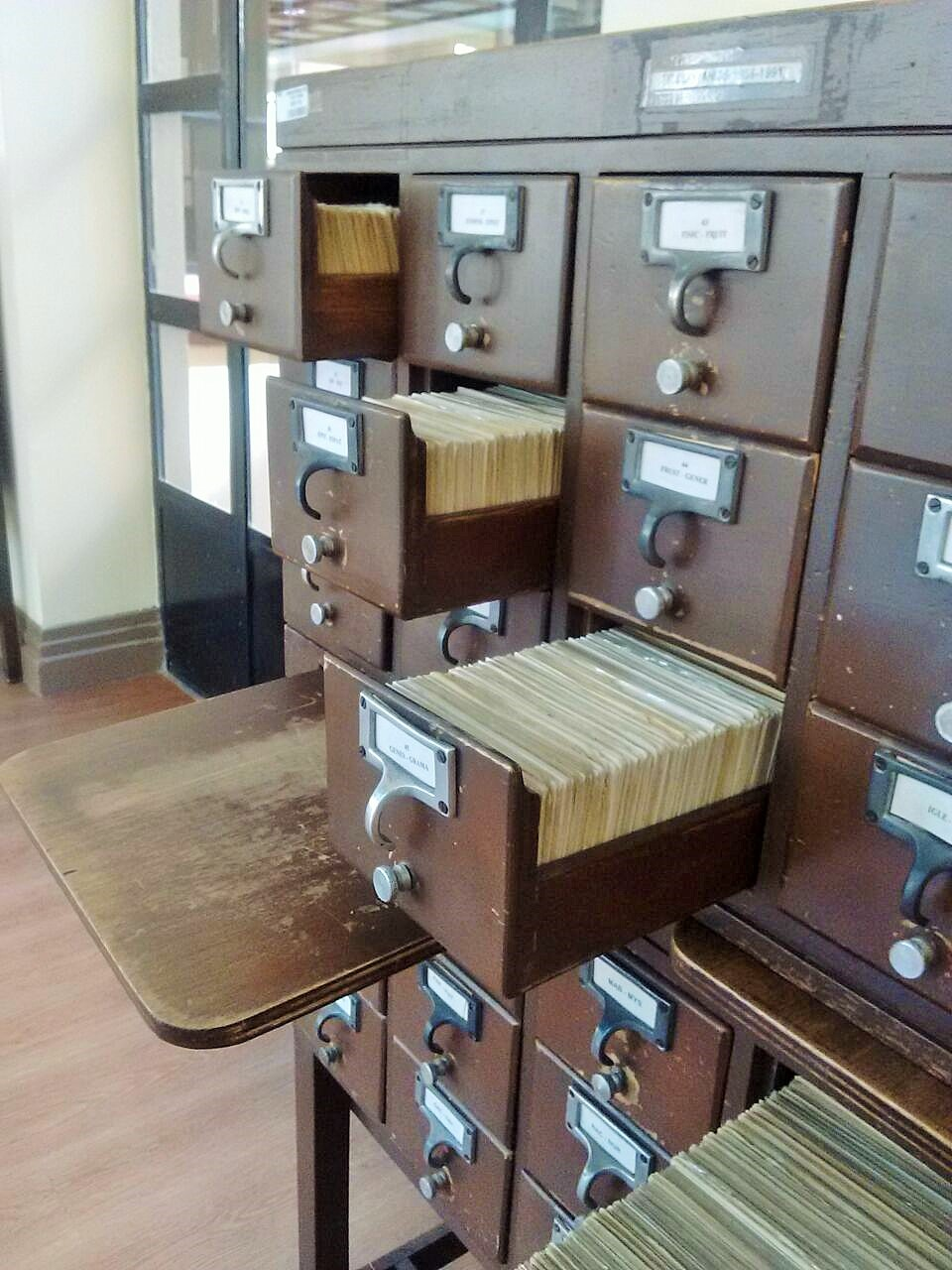
Ficheros BNC1

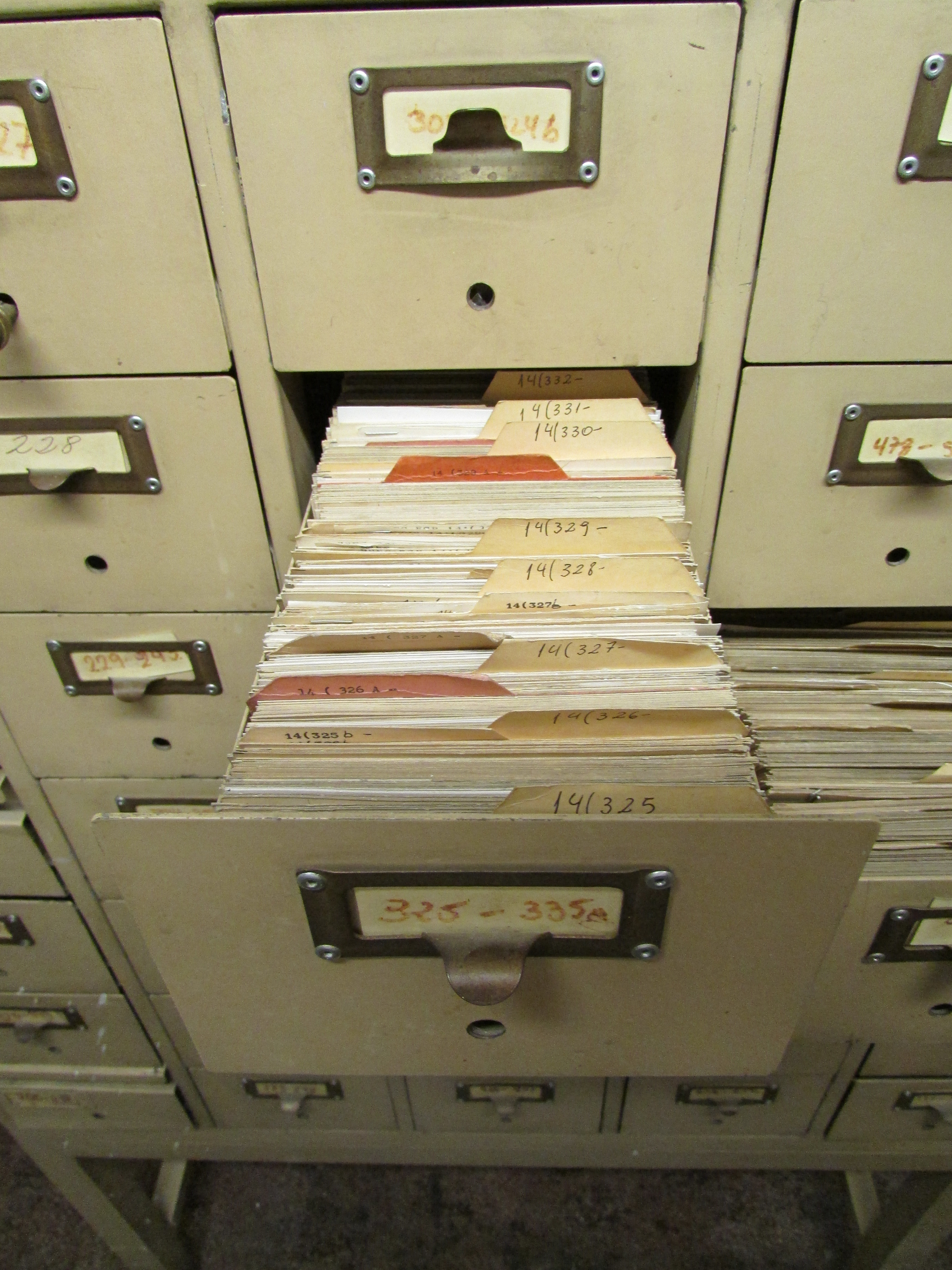
BNCL - Fondo General (cajón y fichas en Fichero Antiguo).

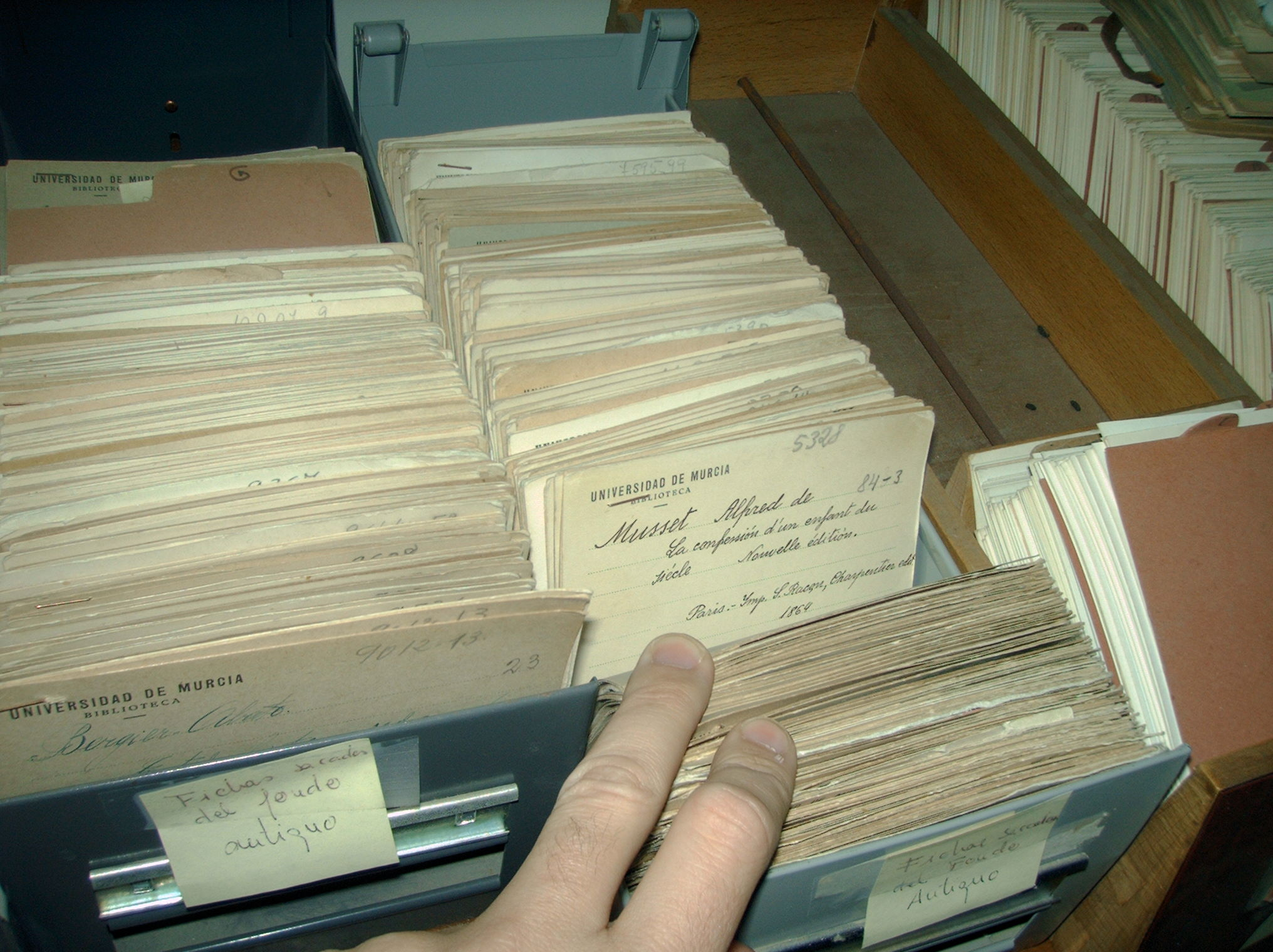
Fichas biblioteca.

Una de las primeras prácticas documentadas del uso de este sistema se registra alrededor de 1815 con el inventor inglés Francis Ronalds. Él utilizó el catálogo de fichas bibliográficas para gestionar su creciente colección de libros. A mediados de 1800 Natale Battezzati, editora italiana, desarrolló un sistema catalográfico para vendedores de libros en donde las tarjetas representaban autores, títulos y temas. Poco tiempo después, Melvil Dewey junto a otros bibliotecarios estadounidenses empezaron a trabajar con este sistema debido a su gran facilidad de expansión y crecimiento. Uno de las primeras acciones de la recién establecida Asociación Estadounidense de Bibliotecas en 1876 fue fijar el estándar del tamaño de las fichas catalográficas utilizadas en las bibliotecas de EE. UU., así como la fabricación de sus propias fichas y del respectivo mobiliario OCLC, por años el mayor proveedor de fichas catalográficas para las bibliotecas de todo el mundo, imprimió la última el 1° de octubre de 2015.
En un catálogo físico la información sobre cada ítem se encontraba separada en una tarjeta, dependiendo del tipo de registro: autor, temática, año de publicación, título. Aquí un ejemplo del registro de autor, los cuales se ordenaban alfabéticamente, en una ficha catalográfica
```
Arif, Abdul Majid.
  Political structure in a changing Pakistani
village / por Abdul Majid Arif and Basharat Hafeez
Andaleeb. – 2° ed. – Lahore r: ABC, 1985.
  xvi, 367p.6: il. ; 22 cm.
  Incluye índice.
  
ISBN 969-8612-02-5
```

## Reglas de catalogación
Las reglas de catalogación han sido definidas para permitir la organización constante de diversos materiales de la biblioteca a través de varias personas en un equipo de catálogos a través del tiempo. Los usuarios pueden utilizarlas para aclarar cómo encontrar un encabezamiento y cómo interpretar los datos de la ficha. Las reglas de catalogación prescriben qué información de un artículo bibliográfico se incluye en la entrada;
cómo esta información se presenta en una tarjeta de catálogo o en un expediente de catálogos;
cómo las entradas se deben clasificar en el catálogo.
La más grande colección, las reglas de catálogos más elaboradas son necesarias. Los usuarios no pueden y no quieren examinar centenares de entradas de catálogos o aún docenas de artículos de la biblioteca para encontrar el artículo que necesitan.
Actualmente, la mayoría de las reglas de catalogación son similares a la descripción bibliográfica del estándar internacional (ISBD), un sistema de reglas producidas por la Federación Internacional de Asociaciones de Bibliotecarios y Bibliotecas (IFLA) para describir una amplia gama de los materiales de la biblioteca. Estas reglas organizan la descripción bibliográfica de un documento en las áreas siguientes: 1-título y mención responsabilidad (autor, redactor, ilustrador, etc. dependiendo de cuales son mencionados en el libro), 2-edición, 3-información material-dependiente (por ejemplo, la escala de un mapa), 4-publicación, distribución, etc. 5-descripción física (por ejemplo, número de páginas, altura del libro), 6-serie, 7-notas, y 8-número estándar (ISBN). El sistema más de uso general de reglas de catalogación en el mundo de habla inglesa es las reglas de catálogos anglo-americanos, la 2.ª edición, o la  AACR2 (RCA2, Reglas de Catalogación Angloamericanas) para el cortocircuito. En España se sigue el sistema de reglas de catalogación españolas.
Los documentos de la biblioteca que se están en una lengua extranjera, se transcriben en algunos casos a la lengua del catálogo. Catálogos de biblioteca originados como listas del manuscrito, dispuestas por el formato (folio, cuarto, etc.) o en un arreglo alfabético áspero por el autor. Los catálogos impresos, a veces llamados los catálogos de diccionario permitieron a escolares fuera de una biblioteca ganar una idea de su contenido. Estos serían interpolados a veces con las hojas en blanco en las cuales las adiciones podrían ser registradas. Los primeros catálogos de fichas aparecieron en el del siglo XIX, permitiendo mucho más flexibilidad, y hacia el final del siglo XX el OPAC fue desarrollado (véase abajo).

## Términos de catálogos
Entrada principal -- refiere generalmente al primer autor nombrado en el artículo. Añaden a los autores adicionales como “entradas añadidas.” En caso de que no se nombre a ningún autor claro, el título del trabajo se considera la entrada principal.

## Clasificación
En un catálogo de título, uno puede distinguir dos órdenes:
En la orden gramatical (usada principalmente en catálogos más viejos), la palabra más importante del título es el primer término de la clase. La importancia de una palabra es medida por reglas gramaticales; por ejemplo, el primer sustantivo se puede definir para ser la palabra más importante.
En la orden mecánico, la primera palabra del título es el primer término de la clase. La mayoría de los nuevos catálogos utilizan este esquema, pero todavía incluyen un rastro de la orden gramatical: descuidan un artículo (, A, etc.) al principio del título. El orden gramatical de la clase, generalmente proporciona, la palabra más importante del título y es también una  palabra clave (la pregunta 3), y él es la palabra que la mayoría de los usuarios recuerdan primero cuando su memoria es incompleta. Sin embargo, tiene la desventaja que muchas reglas gramaticales elaboradas son necesarias, de modo que solamente los usuarios expertos puedan poder buscar el catálogo sin ayuda de un bibliotecario.
En algunos catálogos, se estandarizan con nombres de una persona, es decir, el nombre de la persona (catalogado y) se clasifica siempre en una forma estándar, incluso si aparece diferentemente en el material de la biblioteca. Esta norma es alcanzada por un proceso llamado control de autoridad. Una ventaja del control de autoridad es que es más fácil contestar a la pregunta 2 (cuales son los trabajos del autor para las bibliotecas?). Por otra parte, puede ser más difícil contestar a la pregunta 1 (Tiene la biblioteca material específico?).
Para algunos trabajos, incluso el título puede ser estandarizado. El término técnico para esto es un título uniforme. Por ejemplo, las traducciones se clasifican a veces bajo su título original. En muchos catálogos, las partes de la biblia se clasifican bajo nombre estándar de los libros que contienen. Los libros de William Shakespeare es otro ejemplo con frecuencia citado del papel desempeñado por un título uniforme en el catálogo de biblioteca.

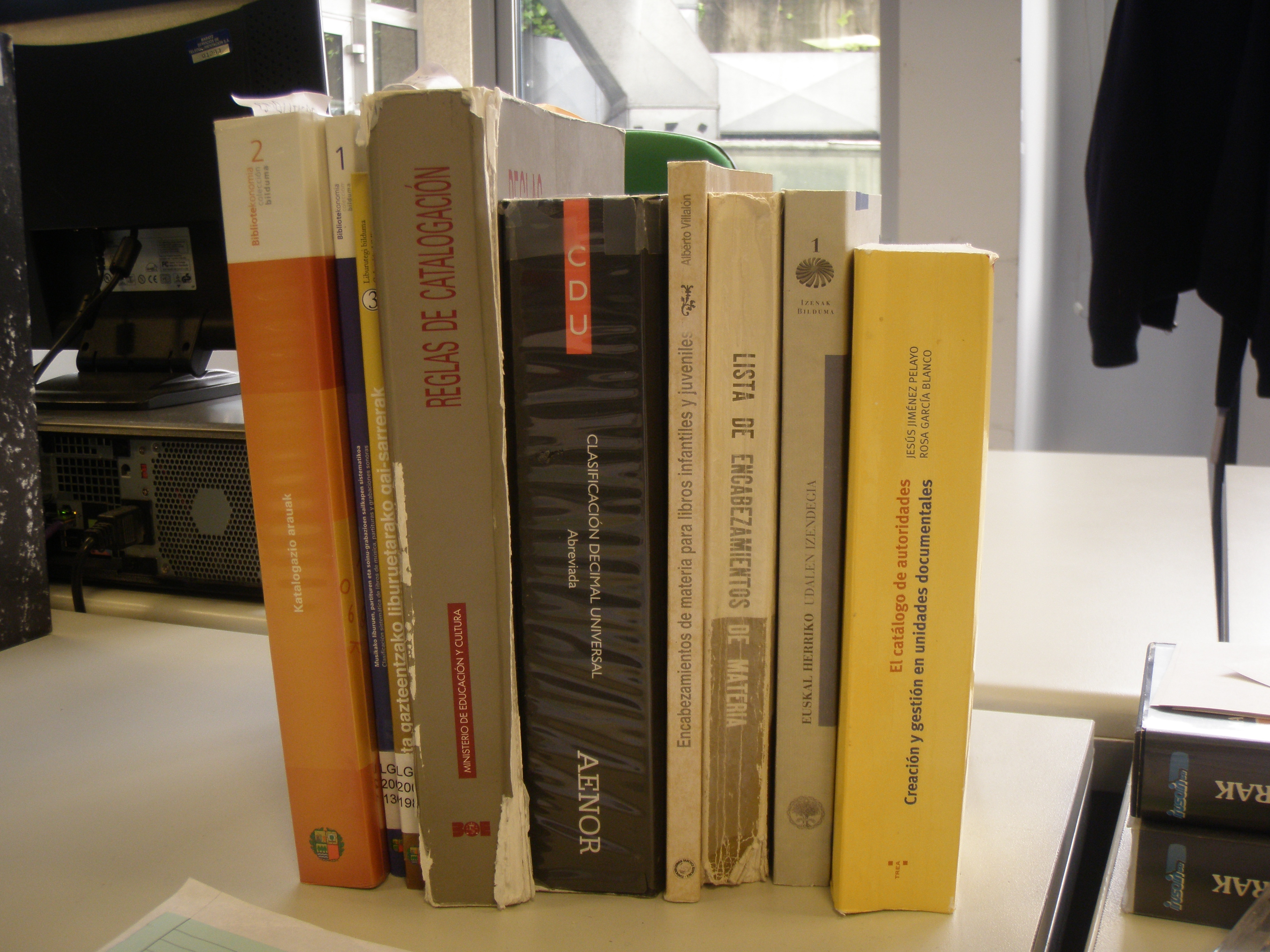
Libros necesarios para la catalogación

## Los catálogos en línea
Los catálogos en línea u OPAC han aumentado grandemente su utilidad, gracias a la amplia gama de catálogos legible por la máquina = los estándares de MARC en los años 60. Las reglas que gobiernan la creación de los expedientes de MARC que incluyen no sólo reglas de catálogos formales como AACR2 sino también las reglas especiales específicas a MARC, disponible en la Biblioteca del Congreso y también del OCLC. Fueron utilizados para automatizar la creación de las tarjetas de catálogo físicas; Ahora los ficheros informáticos de MARC están alcanzados directamente en el proceso de la búsqueda. OPAC ha aumentado su utilidad sobre formatos de tarjeta tradicionales porque:
El catálogo en línea no necesita ser clasificado estáticamente; el usuario puede elegir el autor, el título, la palabra clave, o la orden sistemática dinamicamente. La mayoría de los catálogos en línea ofrecen una instalación de la búsqueda para cualquier palabra del título; el objetivo del orden de las palabras es mejor alcanzada.Muchos catálogos en línea permiten vínculos entre varias variantes de un nombre del autor. De este modo, los autores pueden ser encontrados bajo la original y nombre estandarizado (si es añadido correctamente por el catálogo).La eliminación de las tarjetas de papel ha hecho la información más accesible a muchas personas con discapacidades, tales como la persona con deficiencias visuales, los usuarios de silla de ruedas, y los que sufren de alergias.